# Ambassade du Canada en Grèce
L'ambassade du Canada en Grèce est la représentation diplomatique du Canada en Grèce. Ses bureaux sont situés à Chalándri, au nord-est de la capitale grecque Athènes.

## Mission
Cette ambassade est responsable des relations entre le Canada et la Grèce et offre des services aux Canadiens en sol grec. L'ambassade est appuyée par un consulat à Thessalonique.

## Histoire
Le 30 novembre 1942, la légation canadienne auprès du gouvernement grec en exil est établie à Londres.
Le premier ministre québécois Antonio Barrette fut ambassadeur entre 1963 et 1966.

## Ambassadeurs
Cette représentation diplomatique canadienne est dirigée par un chef de mission qui porte le titre d'ambassadeur extraordinaire et plénipotentiaire.
| #   | Nom                                  | Titre | Nomination        | Lettres de créance | Fin de l'affectation |
| --- | ------------------------------------ | ----- | ----------------- | ------------------ | -------------------- |
| 1er | Georges Vanier                       | EEMP  | 5 novembre 1942   | 1er juin 1943      | 2 septembre 1944     |
| 2e  | Thomas Archibald Stone               | CA    | 8 septembre 1944  | -                  | février 1945         |
| 3e  | John Kennett Starnes                 | CA    | février 1945      | -                  | septembre 1945       |
| 4e  | Léo Richer Laflèche                  | AEP   | 17 juillet 1945   | 28 septembre 1945  | juillet 1949         |
| 5e  | George Loranger Magann               | AEP   | 10 août 1949      | 23 novembre 1949   | 10 avril 1954        |
| 6e  | Terence William Leighton MacDermot   | AEP   | 25 février 1954   | 1er juin 1954      | 27 mars 1957         |
| 7e  | Edgar D'Arcy McGreer                 | AEP   | 15 avril 1957     | -                  | 27 février 1963      |
| 8e  | Antonio Barrette                     | AEP   | 16 février 1963   | 6 avril 1963       | 12 juillet 1966      |
| 9e  | Arthur Edward Blanchette             | CA    | 12 juillet 1966   | -                  | 27 mai 1967          |
| 10e | Herbert Frederick Brooks-Hill Feaver | AEP   | 17 avril 1967     | 27 mai 1967        | 16 juin 1970         |
| 11e | Michel Gauvin                        | AEP   | 24 juillet 1970   | 13 octobre 1970    | 29 décembre 1975     |
| 12e | Arthur Julian Andrew                 | AEP   | 21 octobre 1975   | 30 janvier 1976    | 4 juillet 1978       |
| 13e | James Rollins Barker                 | AEP   | 15 juin 1978      | 24 novembre 1978   | 12 septembre 1982    |
| 14e | Jean-Marcel Touchette                | AEP   | 22 septembre 1982 | 27 septembre 1982  | -                    |
| 15e | Edward Henry Woodford                | CA    | mai 1984          | -                  | 13 juin 1985         |
| 16e | Joseph Gilles André Couvrette        | AEP   | 29 mars 1985      | -                  | 16 août 1989         |
| 17e | Ernest Hébert                        | AEP   | 28 septembre 1989 | 6 octobre 1989     | 26 janvier 1993      |
| 18e | John Noble                           | AEP   | décembre 1992     | 17 mars 1993       | 25 août 1994         |
| 19e | Derek Fraser                         | AEP   | 3 mai 1995        | -                  | 8 août 1998          |
| 20e | David Hutton                         | AEP   | 15 juillet 1998   | 18 septembre 1998  | -                    |
| 21e | Philip Somerville                    | AEP   | 1er août 2002     | -                  | -                    |
| 22e | Renata Wielgosz                      | AEP   | 31 août 2007      | -                  | -                    |
| 23e | Robert Peck                          | AEP   | 19 juillet 2011   | 18 octobre 2011    | -                    |
| 24e | Keith Morrill                        | AEP   | 22 juin 2015      | 23 novembre 2015   | juillet 2018         |
| 25e | Mark Allen                           | AEP   | 4 septembre 2018  | 21 décembre 2018   | -                    |